# Айлс Джонстон, Сара
Сара Айлс Джонстон (родилась 25 октября 1957 года) — американский учёный, специалист по древнегреческим мифам и религии. Автор ряда книг.

## Образование
Училась в Университете Канзаса, где в 1979 году получила степень бакалавра журналистики, а в 1980 году — степень бакалавра классических наук. Затем поступила в Корнеллский университет, где также работала ассистентом преподавателя, и в 1983 году получила степень магистра по классическим наукам, а в 1987 году — степень доктора философии,  со специализацией по древнегреческие мифы и религии.

## Карьера
Начала преподавательскую карьеру,  с должности преподавателя классических наук в Принстонском университете (1987–1988). После этого занимала ряд должностей в Университете штата Огайо, в том числе должность доцента кафедры классики (1988–1995), доцента кафедры греческого языка и латыни (1995–2000) и профессора греческого языка и латыни (2000–). В 2011 году была назначена почетным профессором религии  в Университете штата Огайо, а в 2017 году ей было присвоено звание почетного профессора религии в Колледже искусств и наук. Занимает должность профессора на кафедре классики в Университете штата Огайо.
Была директором-основателем Центра изучения религии в Университете штата Огайо (2006–2010).
Среди ее научных книг — «The Story of Myth» (2018), «Ancient Greek Divination» (2008), « Ritual Texts for the Afterlife: Orpheus and the Bacchic Gold Tablets» (2007, совместно с Фрицем Графом), «Restless Dead: Encounters Between the Living and the Dead in Ancient Greece» (1999) и «Hekate Soteira » (1990).
В 2023 году вышла ее первая книга для широкой публики «Gods and Mortals: Ancient Greek Myths for Modern Readers».

## Публикации

### Книги
- Gods and Mortals: Ancient Greek Myths for Modern Readers (Princeton Univ. Press: 2023)[a].
- The Story of Myth (Harvard Univ. Press: 2018).
- Ancient Greek Divination (Wiley-Blackwell: 2008).
- Ritual Texts for the Afterlife: Orpheus and the Bacchic Gold Tablets (Routledge: 2007; second edition 2013). В соавторстве с Ф. Графом
- Restless Dead: Encounters Between the Living and the Dead in Ancient Greece (University of California Press: 1999).
- Hekate Soteira (Amer. Class. Studies #21) (Scholars' Press: 1990; now published by Oxford University Press).